# Renato Punzo
Vittorio Renato Punzo (Crotone, 13 febbraio 1896 – Roma, ...) è stato un politico italiano.

## Biografia
Nato a Crotone nel 1896 e di professione ristoratore, è stato consigliere nazionale della Camera dei Fasci e delle Corporazioni nella XXX legislatura del Regno d'Italia.

### Vita privata
Convolò a nozze nel 1919 con l'imprenditrice Nerina Madonna OMRI (Catanzaro, 1894 - Abano, 1979), proprietaria di un caffè a Trieste, dal quale ebbe la figlia Maria (nata a Trieste nel 1930), di professione pittrice e narratrice.